# Караттони, Энрико
Энрико Караттони (итал. Enrico Carattoni; род. 18 мая 1985, Борго-Маджоре) — один из капитанов-регентов Сан-Марино (наряду с Маттео Фьорини) с 1 октября 2017 по 1 апреля 2018 года.
В 2003—2014 годах был членом городского совета столицы страны, города Сан-Марино. В 2015 году вошёл в Генеральный совет республики по списку Партии социалистов и демократов, на выборах 2016 года переизбран его депутатом уже как член коалиции Объединённые левые. На посту капитана-регента являлся самым молодым среди действующих глав государства в мире (при этом его предшественница и соратница по коалиции Ванесса Д’Амброзио, родившаяся в 1988 году, была ещё моложе).